# Вижниця (Люблінське воєводство)
Вижниця (пол. Wyżnica) — село в Польщі, у гміні Дзешковиці Красницького повіту Люблінського воєводства.
Населення — 492 особи (2011).

## Демографія
Демографічна структура станом на 31 березня 2011 року:
|          | Загалом | Допрацездатний вік | Працездатний вік | Постпрацездатний вік |
| -------- | ------- | ------------------ | ---------------- | -------------------- |
| Чоловіки | 243     | 47                 | 167              | 29                   |
| Жінки    | 249     | 42                 | 140              | 67                   |
| Разом    | 492     | 89                 | 307              | 96                   |